# AJS Model 9-serie
De AJS Model 9-serie was een serie toermotorfietsen die het Britse merk AJS produceerde van 1927 tot 1939.

## Voorgeschiedenis
Hoewel de gebroeders Stevens uit Wolverhampton al vanaf 1904 stationaire motoren bouwden en ook inbouwmotoren leverden aan de motorfietsmerken Wearwell en Clyno, begonnen ze pas in 1909 hun eigen merk AJS. Ze deden dat omdat ze wilden deelnemen aan de TT van Man. Dat lukte ook: tijdens de Junior TT van 1911 werd Albert John Stevens, de naamgever van AJS, zestiende en J. Corke werd vijftiende. Eric Williams won de Junior TT van 1914 met een AJS Model B Sport en de eerste naoorlogse TT, die van 1920, werd gewonnen door Cyril Williams (geen familie) met een AJS TT Model. Dit waren allemaal 350cc-racers, maar desondanks won Howard R. Davies met een dergelijke machine de 500cc-Senior TT van 1921. In de jaren daarna werd het steeds moeilijk om met een 350cc-machine tussen de zwaardere concurrentie te presteren en in 1926 verschenen twee 500cc-kopklepmodellen: Het Model G8 als sportmotor en het Model G10 als echte racemotor. Toeristische rijders met een voorliefde voor de eenvoudiger en goedkopere zijklepmotor hadden bij AJS maar weinig keus: De Modellen G1 en G2 waren zware V-twins die uitsluitend als comlete zijspancombinatie geleverd werden en het Model G3 mat slechts 350 cc.

## Jaren twintig
Vanaf 1925 kregen alle AJS-modellen een letter voor het bouwjaar en daarna een getal voor de serie. In 1925 was die letter de "E", in 1926 de "G", in 1927 de "H", in 1928 de "K" en in 1929 de "M". Omdat het Model 9 in 1927 pas op de markt kwam, kreeg het de naam "Model H9".

### Modellen H9 en K9 1927 en 1928
Het Model H9 uit 1927 werd gepresenteerd als "De Luxe Touring Model". Het was grotendeels gebaseerd op het 350cc-Model G3. Het had een open brugframe waarvan het blok een dragend deel was en twee bovenbuizen waartussen een flattank zat. Het frame liep bij het zweefzadel wat af, zodat het zadel laag kon worden geplaatst. Voor zat een parallellogramvork, het achterframe was niet geveerd. Beide wielen hadden trommelremmen en een eigen standaard. Aan de bagagedrager hingen leren tasjes met boordgereedschap. Het had een zijklepmotor met een boring van 84 mm en een slag van 90 mm, waardoor de cilinderinhoud op 498,8 cc kwam. De inlaatnokkenas met klep zat achter de cilinder, de uitlaatnokkenas met klep ervoor. De machine had een Binks-carburateur. De smering geschiedde nog met een total loss-systeem met een handpomp op de brandstoftank, waar een oliereservoir in zat. Aan de rechterkant van het motorblok zat de aandrijfketting voor de Lucas-ontstekingsmagneet, maar ook een extra oliepompje dat de handpomp ondersteunde. Het was echter nog geen dry-sumpsysteem, want de olie werd niet teruggevoerd naar de tank. Zowel de primaire als de secundaire aandrijving geschiedde met kettingen in deels open kettingschermen. De machine had drie versnellingen die met de hand werden geschakeld en een kickstarter. De prijs was ca. 52 pond en daarmee was de machine veel goedkoper dan een Model H8, dat ongeveer 62 pond kostte. Een verlichtingsset met een Lucas-magdyno moest echter extra worden gekocht en kostte ongeveer 10 pond. In 1928 veranderde de naam in Model K9, maar het bleef voor zover bekend ongewijzigd. 

### Model M9 1929
In 1929 ging het erg slecht met AJS. Voor het derde jaar op rij kon men geen dividend uitkeren en de Midlands Bank besloot de lopende lening te beëindigen. Die lening kon worden afbetaald, maar AJS hield nauwelijks werkkapitaal over. Om te overleven moesten alle modellen worden gemoderniseerd, om te beginnen met de zadeltank die al in 1924 door Howard Davies was uitgevonden en die snel opgang deed. Het Model M9 werd op veel punten gewijzigd en kreeg ook zo'n tank, maar niet het bijpassende frame. De parallellogramvork werd gewijzigd, het was nu een girder-type waarbij de centrale veer voor het balhoofd zat. Het kleppenmechanisme was inmiddels ingekapseld en de machine kreeg nu een volwaardig dry-sump-smeersysteem. In 1929 waren de flanken van de tank eenmalig van een kleurtje voorzien. Omdat dit niet in de smaak van de klanten viel verdwenen de kleuren in 1930 weer. Het Model M9 kostte 54 pond.

## Afbeeldingen jaren twintig

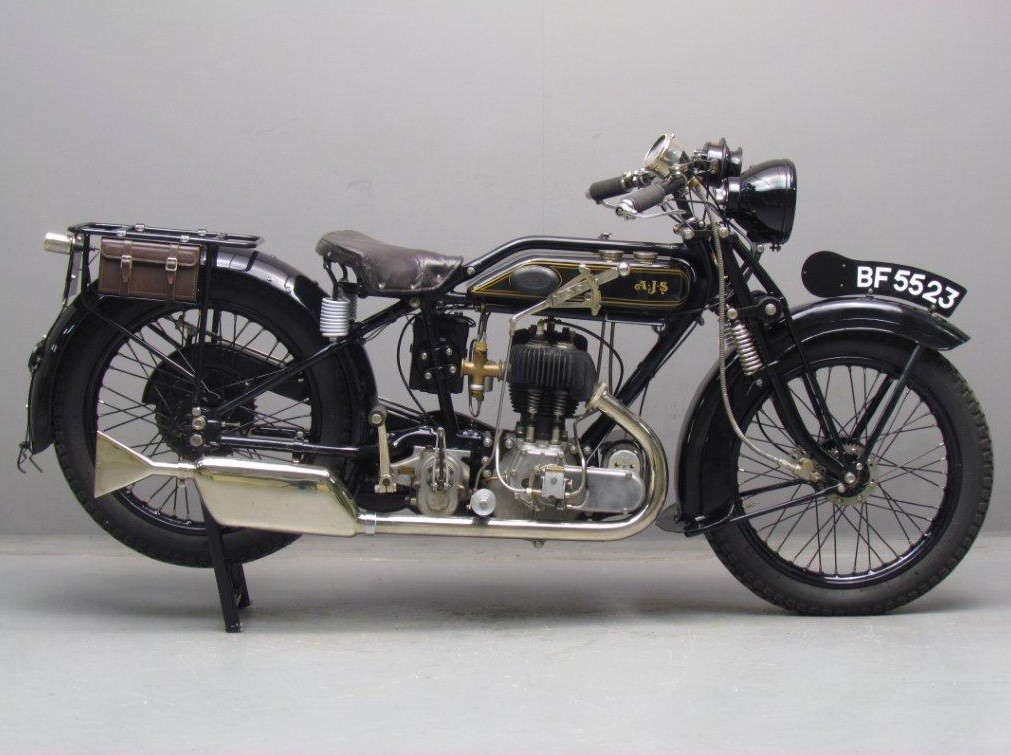
Aan dit Model K9 uit 1928 zijn een aantal accessoires toegevoegd, zoals de Lucas-elektrische verlichting, een elektrische claxon en een door het voorwiel aangedreven Smiths-snelheidsmeter.
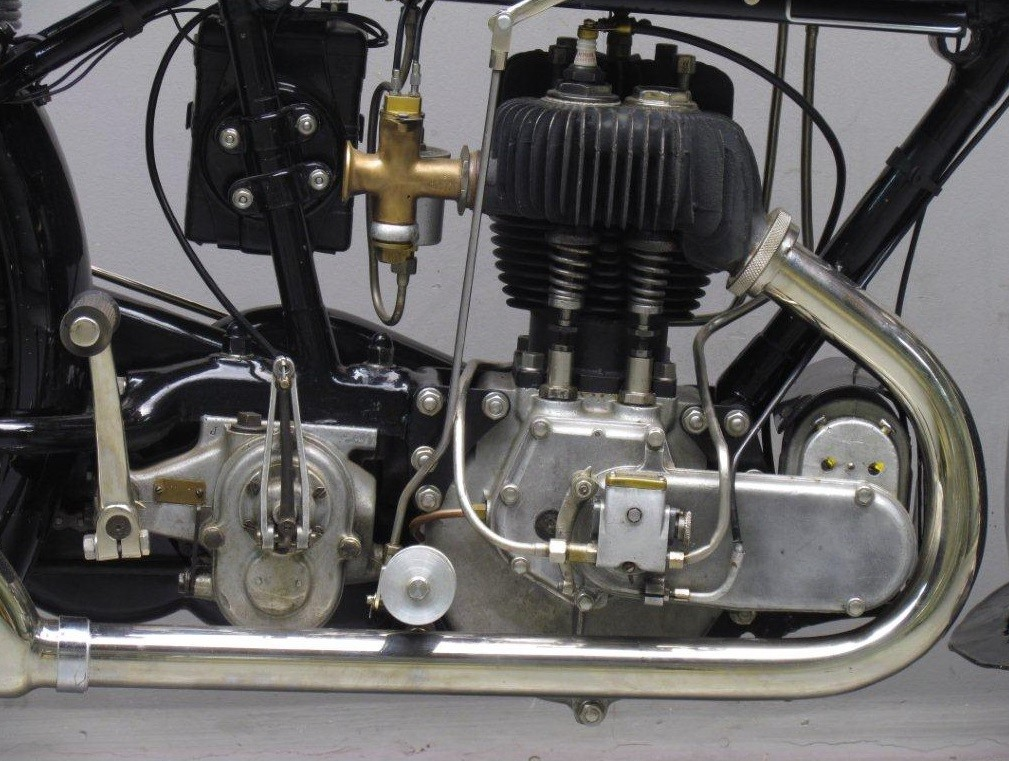
Rechtsonder de aandrijving voor de ontstekingsmagneet met daarop het extra oliepompje ter ondersteuning van de handpomp. Het kleppenmechanisme met de kleppen ligt nog open. De drieversnellingsbak heeft een kickstarter.
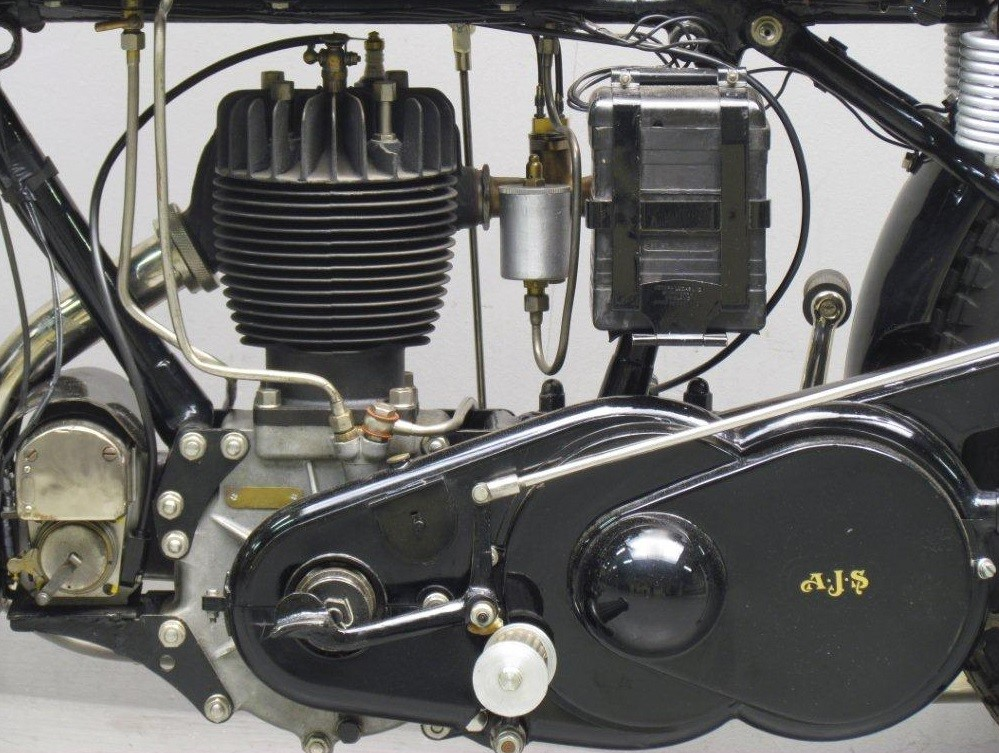
Links de Lucas-magdyno die nodig was voor de elektrische verlichting. De accu rechtsboven is later toegevoegd en was in 1928 nog niet in gebruik.

## Technische gegevens jaren twintig
| AJS Model              | H9                      | K9                      | M9                      |
| ---------------------- | ----------------------- | ----------------------- | ----------------------- |
| Periode                | 1927                    | 1928                    | 1929                    |
| Categorie              | Toer / zijspantrekker   | Toer / zijspantrekker   | Toer / zijspantrekker   |
| Motortype              | Zijklepmotor            | Zijklepmotor            | Zijklepmotor            |
| Bouwwijze              | Staande eencilinder     | Staande eencilinder     | Staande eencilinder     |
| Koeling                | Lucht                   | Lucht                   | Lucht                   |
| Boring                 | 84 mm                   | 84 mm                   | 84 mm                   |
| Slag                   | 90 mm                   | 90 mm                   | 90 mm                   |
| Cilinderinhoud         | 498,8 cc                | 498,8 cc                | 498,8 cc                |
| Carburateur            | Binks                   | Binks                   |                         |
| Smeersysteem           | Total loss              | Total loss              | Dry-sump                |
| Compressieverhouding   | H9                      | K9                      | M9                      |
| Max. vermogen          | 5 pk                    | 5 pk                    | 5 pk                    |
| Topsnelheid            | H9                      | K9                      | M9                      |
| Primaire aandrijving   | Ketting                 | Ketting                 | Ketting                 |
| Koppeling              | Meervoudige droge plaat | Meervoudige droge plaat | Meervoudige droge plaat |
| Versnellingen          | 3                       | 3                       | 3                       |
| Secundaire aandrijving | Ketting                 | Ketting                 | Ketting                 |
| Rijwielgedeelte        | Open brugframe          | Open brugframe          | Open brugframe          |
| Voorvork               | Parallellogramvork      | Parallellogramvork      | Parallellogramvork      |
| Achtervork             | Star                    | Star                    | Star                    |
| Remmen                 | Trommelremmen           | Trommelremmen           | Trommelremmen           |
| Tankinhoud             | H9                      | K9                      | M9                      |
| Droog gewicht          | Onbekend                | Onbekend                | 136 kg                  |

## Jaren dertig
In de jaren dertig verdween AJS als zelfstandig merk. In 1930 werd het personeel al 10% gekort op het salaris en de motorfietsproductie werd beperkt om plaats te maken voor de AJS Nine-auto. In 1931 besloten de aandeelhouders om het faillissement aan te vragen. Na een afgewezen bod van BSA kocht Matchless de motorfietsenafdeling en de goodwill voor 20.000 pond. Het merk AJS bleef bestaan, maar de productie werd onmiddellijk van Wolverhampton naar Woolwich verplaatst. De komst van de AJS-modellen was een welkome aanvulling op het beperkte programma van Matchless. Het leverde de zware V-twin-Model X die vooral als zijspantrekker aftrek vond en daarnaast de veel te dure 400cc-Matchless Silver Arrow, waar van al duidelijk was dat het project niet zou slagen. Daarom had men al de nieuwe 600cc-Silver Hawk ontwikkeld. De 500cc-AJS Model 8 en Model 10 moesten halverwege de jaren dertig het veld ruimen omdat Matchless het eigen Model 35/D80 uitbracht, dat uiteindelijk zou uitgroeien tot de Matchless G80 die tot eind jaren zestig in productie zou blijven. Het Model 9 bleef tot het uitbreken van de Tweede Wereldoorlog, waarschijnlijk omdat men de liefhebbers van zijklepmotoren van een betaalbare machine wilde voorzien. Dat werden er steeds minder: in 1932 bestond 21% van de motorfietsen op de Britse markt nog uit zijkleppers. In 1939 was dit nog maar 15%.

### Model R9 1930
Ondanks de penibele financiële situatie werd het Model R9 in 1930 gemoderniseerd. De cilinder helde nu ongeveer 30º voorover, vooral om aan het modebeeld van de steeds populairder wordende slopers te voldoen. Het betekende wel dat de cilinder nu vlak achter de voorste framebuis lag, waardoor de ontstekingsmagneet een plaats achter de cilinder kreeg. Daar was desondanks ook nog ruimte voor de olietank en het gereedschapstasje. De machine kreeg een twist grip als vervanging van de ouderwetse gasmanette, een middenbok, een aluminium zuiger, een frictie-stuurdemper en een oliedruppelaar op de primaire ketting. De afdekking van het kleppenmechanisme, aanvankelijk door buisjes, was vervangen door een metalen plaatje. Het frame werd vernieuwd. Door schetsplaten toe te passen werden de voor- en achterkant van blok en versnellingsbak deels omsloten waardoor een soort "open wiegframe" ontstond.

### Modellen S9 Light en S9 Heavy 1931
Het Model S9 uit 1931 was het laatste uit deze serie dat onder verantwoordelijkheid van AJS in Wolverhampton werd geproduceerd. Er waren twee versies: Model S9 Light en Model S9 Heavy. Er was ook daadwerkelijk een verschil in gewicht, maar ook de wielbasis, de versnellingsbakverhoudingen en de inhoud van olie- en benzinetank waren verschillend. Waarschijnlijk was het "Heavy"-model meer bedoeld als zijspantrekker. Het Model S9 Light kostte 49 pond, het Model S9 Heavy kostte 52 pond en 10 shilling. Een verlichtingsset en instrumentenpaneel werden tegen meerprijs aangeboden, zowel voor de solomotor als de zijspancombinatie. Het instrumentenpaneel was nog echte een kastje boven op de benzinetank.

### Model T9 1932
Het Model T9 uit 1932 werd in Woolwich onder verantwoordelijkheid van Matchless gebouwd. Er was nog maar één model en dat had al kenmerken van Matchless, zoals de gesloten kast van de primaire ketting die met een klemband werd vastgehouden en waarin een oliebad zat. Ook de accessoirelijst was uitgebreider zoals dat bij Matchless was. De machine kostte 49 pond en kon tegen een meerprijs van 1 pond en 10 shilling worden voorzien van een vierversnellingsbak.

### Modellen 33/9, 34/9, 35/9 en 36/9 1933-1936
Bij het Model 33/9 was het instrumentenpaneel veel netter ingebouwd in de bovenkant van de tank. De versnellingsbak kwam van Sturmey-Archer. Het was een drieversnellingsbak en de keuze voor vier versnellingen was er niet meer. De Model 34/9 en 35/9 waren vrijwel identiek, maar kregen een grotere benzinetank en een accu. Vanaf 1935 werd de Brooklands can-uitlaat vervangen door een ronde uitlaat. Het Model 36/9 kreeg een vierversnellingsbak.

### Modellen 37/9, 38/9 en 39/9 1937-1939
Het Model 37/9 kreeg een gewijzigde motor, waarbij de cilinder weer rechtop stond en de ontstekingsmagneet / magdyno weer naar de voorkant van het blok ging. De handschakeling werd vervangen door voetschakeling en het gereedschapskastje, dat de laatste jaren tussen de buizen van het achterframe had gezeten, zat aan het achterspatbord vast. Het frame ging nu helemaal onder het blok door en was daarmee een volwaardig wiegframe geworden. De Model 38/9 en 39/9 bleven ongewijzigd. 

## Einde productie
Het Model 9 was het enige 500cc-AJS-model dat in 1939 nog in productie was. Toen de Tweede Wereldoorlog uitbrak concentreerde Matchless zich vooral op de militaire 350cc-Matchless WG3/L. De civiele productie werd in 1941 geheel gestaakt en na de oorlog kwam er wel een nieuw AJS-model, het AJS Model 18. Dat was echter een kopklepper en feitelijk een kopie van de Matchless G80. 

## Afbeeldingen jaren dertig

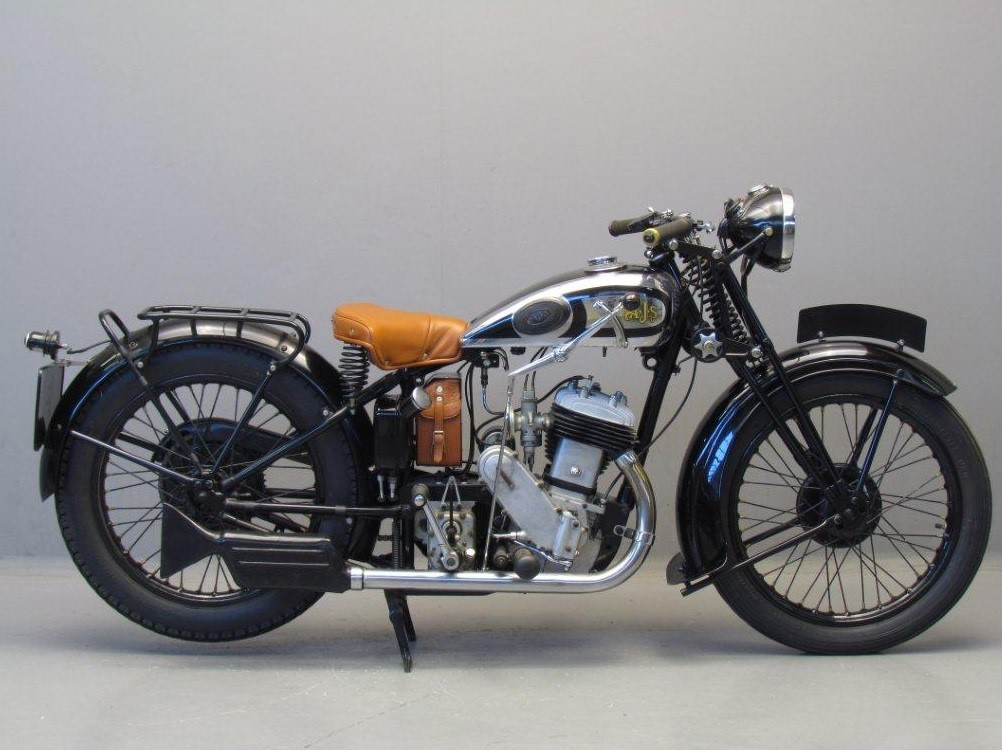
Het Model S9 Light uit 1931 kreeg een nieuwe motor en een middenbok.
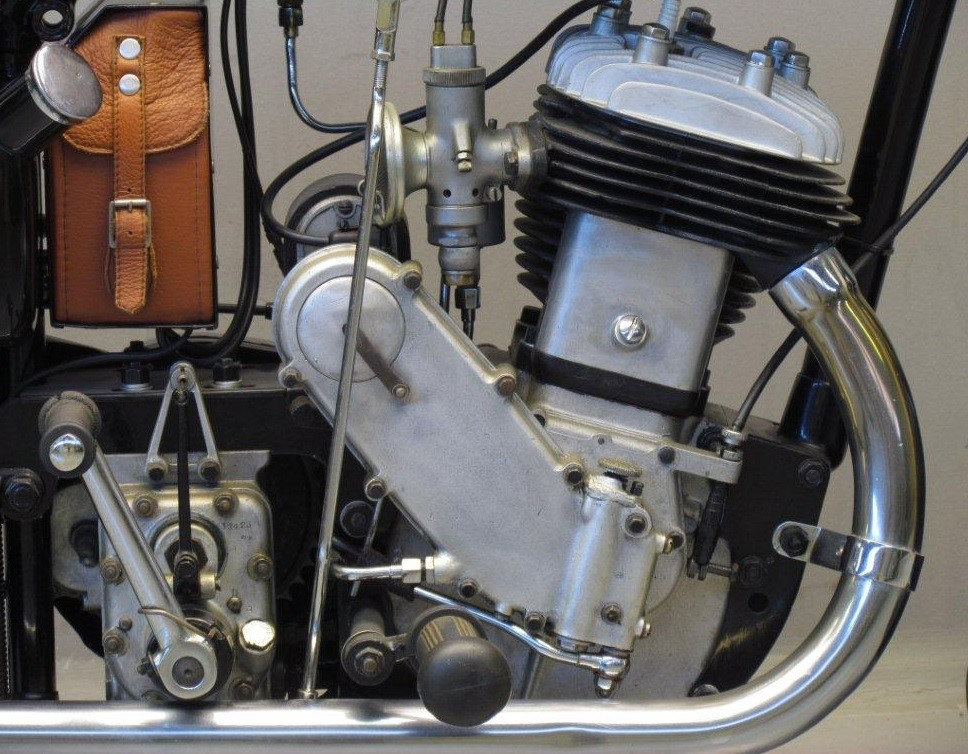
De ontstekingsmagneet verhuisde in de jaren dertig naar de achterkant van de cilinder.
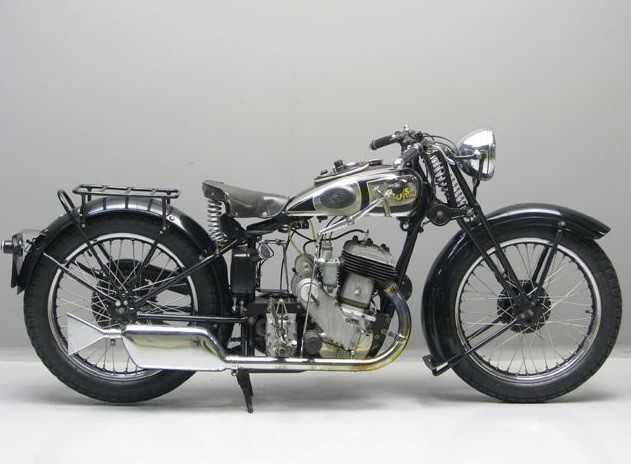
Model 33/9 uit 1933.
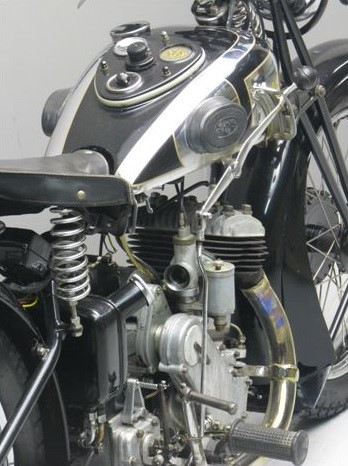
Bij het Model 33/9 uit 1933 was het instrumentenpaneel netjes in de bovenkant van de tank gebouwd.

## Technische gegevens jaren dertig
| AJS Model              | R9                      | S9 Light                | S9 Heavy                | T9                      | 33/9                    | 34/9                    | 35/9                    | 36/9                    | 37/9                    | 38/9                    | 39/9                    |          |
| ---------------------- | ----------------------- | ----------------------- | ----------------------- | ----------------------- | ----------------------- | ----------------------- | ----------------------- | ----------------------- | ----------------------- | ----------------------- | ----------------------- | -------- |
| Periode                | 1930                    | 1931                    | 1931                    | 1932                    | 1933                    | 1934                    | 1935                    | 1936                    | 1937                    | 1938                    | 1939                    |          |
| Categorie              | Toer / zijspantrekker   | Toer                    | Zijspantrekker          | Toer / zijspantrekker   | Toer / zijspantrekker   | Toer / zijspantrekker   | Toer / zijspantrekker   | Toer / zijspantrekker   | Toer / zijspantrekker   | Toer / zijspantrekker   | Toer / zijspantrekker   |          |
| Motortype              | Zijklepmotor            | Zijklepmotor            | Zijklepmotor            | Zijklepmotor            | Zijklepmotor            | Zijklepmotor            | Zijklepmotor            | Zijklepmotor            | Zijklepmotor            | Zijklepmotor            | Zijklepmotor            |          |
| Bouwwijze              | Staande eencilinder     | Staande eencilinder     | Staande eencilinder     | Staande eencilinder     | Staande eencilinder     | Staande eencilinder     | Staande eencilinder     | Staande eencilinder     | Staande eencilinder     | Staande eencilinder     | Staande eencilinder     |          |
| Koeling                | Lucht                   | Lucht                   | Lucht                   | Lucht                   | Lucht                   | Lucht                   | Lucht                   | Lucht                   | Lucht                   | Lucht                   | Lucht                   |          |
| Boring                 | 84 mm                   | 84 mm                   | 84 mm                   | 84 mm                   | 84 mm                   | 84 mm                   | 84 mm                   | 84 mm                   | 84 mm                   | 84 mm                   | 84 mm                   |          |
| Slag                   | 90 mm                   | 90 mm                   | 90 mm                   | 90 mm                   | 90 mm                   | 90 mm                   | 90 mm                   | 90 mm                   | 90 mm                   | 90 mm                   | 90 mm                   |          |
| Cilinderinhoud         | 498,8 cc                | 498,8 cc                | 498,8 cc                | 498,8 cc                | 498,8 cc                | 498,8 cc                | 498,8 cc                | 498,8 cc                | 498,8 cc                | 498,8 cc                | 498,8 cc                |          |
| Carburateur            | Amal                    | Amal                    | Amal                    | Amal                    | Amal                    | Amal                    | Amal                    | Amal                    | Amal                    | Amal                    | Amal                    |          |
| Smeersysteem           | Dry-sump                | Dry-sump                | Dry-sump                | Dry-sump                | Dry-sump                | Dry-sump                | Dry-sump                | Dry-sump                | Dry-sump                | Dry-sump                | Dry-sump                |          |
| Max. Vermogen          | 5 pk                    | 5 pk                    | 5 pk                    | 5 pk                    | 5 pk                    | 5 pk                    | 5 pk                    | 5 pk                    | 5 pk                    | 5 pk                    | 5 pk                    |          |
| Primaire aandrijving   | Ketting                 | Ketting                 | Ketting                 | Ketting                 | Ketting                 | Ketting                 | Ketting                 | Ketting                 | Ketting                 | Ketting                 | Ketting                 |          |
| Koppeling              | Meervoudige droge plaat | Meervoudige droge plaat | Meervoudige droge plaat | Meervoudige droge plaat | Meervoudige droge plaat | Meervoudige droge plaat | Meervoudige droge plaat | Meervoudige droge plaat | Meervoudige droge plaat | Meervoudige droge plaat | Meervoudige droge plaat |          |
| Versnellingen          | 3                       | 3                       | 3                       | 3                       | 3                       | 3                       | 3                       | 4                       | 4                       | 4                       | 4                       |          |
| Secundaire aandrijving | Ketting                 | Ketting                 | Ketting                 | Ketting                 | Ketting                 | Ketting                 | Ketting                 | Ketting                 | Ketting                 | Ketting                 | Ketting                 |          |
| Rijwielgedeelte        | Open wiegframe          | Open wiegframe          | Open wiegframe          | Open wiegframe          | Open wiegframe          | Open wiegframe          | Open wiegframe          | Open wiegframe          | Wiegframe               | Wiegframe               | Wiegframe               |          |
| Voorvork               | Parallellogramvork      | Parallellogramvork      | Parallellogramvork      | Parallellogramvork      | Parallellogramvork      | Parallellogramvork      | Parallellogramvork      | Parallellogramvork      | Parallellogramvork      | Parallellogramvork      | Parallellogramvork      |          |
| Achtervork             | Star                    | Star                    | Star                    | Star                    | Star                    | Star                    | Star                    | Star                    | Star                    | Star                    | Star                    |          |
| Remmen                 | Trommelremmen           | Trommelremmen           | Trommelremmen           | Trommelremmen           | Trommelremmen           | Trommelremmen           | Trommelremmen           | Trommelremmen           | Trommelremmen           | Trommelremmen           | Trommelremmen           |          |
| Tankinhoud             | Onbekend                | 7,6 liter               | 10,4 liter              | 7,6 liter               | 11,3 liter              | 11,3 liter              | 11,3 liter              | 11,3 liter              | Onbekend                | Onbekend                | Onbekend                |          |
| Droog gewicht          | Onbekend                | 133 kg                  | 140 kg                  | Onbekend                | Onbekend                | Onbekend                | Onbekend                | Onbekend                | Onbekend                | Onbekend                | Onbekend                | Onbekend |